# Permanganometrie

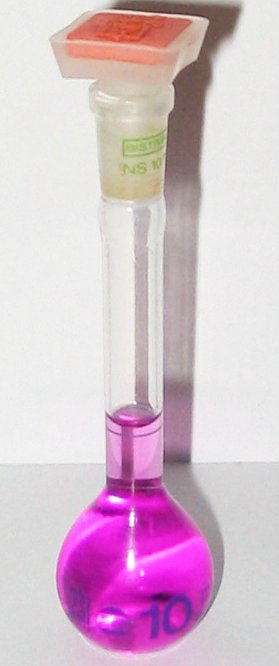
Soluția diluată de permanganat de potasiu este soluția titrantă folosită în permanganometrie.

Permanganometria este un tip de titrimetrie redoxometrică folosită în chimia analitică cantitativă, ce presupune folosirea unei soluții titrante cu permanganați. Este folosită pentru determinarea cantității unor compuși reducători dintr-o probă (de exemplu, bromați). În permanganometrie, se folosește de obicei o soluție de permanganat de potasiu, care se standardizează cu oxalat de sodiu (standard primar).

## Principiu
Depinzând de modul în care se realizează titrarea, ionul permanganat se poate reduce la Mnx, unde x este +2, +3, +4 și +6. Prin permanganometrie se poate estima prezența cantitativă a ionilor Fe+2, Mn+2, Fe+2 și Mn+2 (ambii în aceeași soluție), C2O42− (oxalat), NO2−, H2O2 etc.
În majoritatea cazurilor, permanganometria se realizează în mediu acid, pentru a se putea valorifica următoarea reacție:
MnO4− + 8H+ + 5e− → Mn+2 + 4H2O
Pentru această reacție electrochimică mărimea potențial standard de electrod este Eo=+1,51 V ceea ce indică faptul că soluția de KMnO4 (în mediu acid) este un agent oxidant foarte puternic.

## Aplicații
Prin metoda descrisă mai sus, prin permanganometrie se pot doza următorii ioni:
- Fe+2 (EoFe+3/Fe+2=+0,77 V) - dozarea fierului(II) redus
- Sn+2 (EoSn+4/Sn+2=+0,2 V) - dozarea staniului(II) redus
- Cl− (EoCl2/Cl−=+1,36 V) etc.